# Монро-Сіті (Індіана)
Монро-Сіті (англ. Monroe City) — місто (англ. town) в США, в окрузі Нокс штату Індіана. Населення — 502 особи (2020).

## Географія
Монро-Сіті розташоване за координатами 38°36′52″ пн. ш. 87°21′11″ зх. д. / 38.61444° пн. ш. 87.35306° зх. д. (38.614538, -87.353007).  За даними Бюро перепису населення США в 2010 році місто мало площу 0,70 км², уся площа — суходіл.

## Демографія
Згідно з переписом 2010 року, у місті мешкало 545 осіб у 217 домогосподарствах у складі 153 родин. Густота населення становила 781 особа/км².  Було 238 помешкань (341/км²).
Расовий склад населення:
| - 98,7 % — білих - 0,6 % — чорних або афроамериканців - 0,2 % — корінних американців |

До двох чи більше рас належало 0,0 %. Частка іспаномовних становила 0,7 % від усіх жителів.
За віковим діапазоном населення розподілялося таким чином: 28,8 % — особи молодші 18 років, 58,0 % — особи у віці 18—64 років, 13,2 % — особи у віці 65 років та старші. Медіана віку мешканця становила 32,8 року. На 100 осіб жіночої статі у місті припадало 89,9 чоловіків;  на 100 жінок у віці від 18 років та старших — 87,4 чоловіків також старших 18 років.
Середній дохід на одне домашнє господарство  становив 61 433 долари США (медіана — 61 364), а середній дохід на одну сім'ю — 65 069 доларів (медіана — 63 906). Медіана доходів становила 47 153 долари для чоловіків та 31 196 доларів для жінок. За межею бідності перебувало 7,0 % осіб, у тому числі 4,7 % дітей у віці до 18 років та 10,5 % осіб у віці 65 років та старших.
Цивільне працевлаштоване населення становило 284 особи. Основні галузі зайнятості: виробництво — 22,9 %, освіта, охорона здоров'я та соціальна допомога — 22,2 %, будівництво — 9,9 %, сільське господарство, лісництво, риболовля — 9,2 %.